# کزترانس‌اویل
کزترانس‌اویل (به انگلیسی: KazTransOil) شرکت خدمات نفت و گاز قزاقستانی است، که در زمینه انتقال نفت و فراورده‌های نفتی فعالیت می‌کند.
شرکت کزترانس‌اویل در سال ۱۹۹۷ توسط شرکت قزاق اویل راه‌اندازی شد و در حال حاضر دارای بیش از ۶٫۴۰۰ کیلومتر، خط لوله انتقال نفت خام و ۳٫۱۴۰ کیلومتر خط لوله انتقال آب می‌باشد. کزترانس‌اویل هم‌اکنون بزرگترین شرکت تابعه کمپانی نفتی کزمونای‌گس به‌شمار می‌آید.
دفتر مرکزی این شرکت در شهر نور سلطان، قزاقستان قرار دارد و بخشی از سهام آن در بازار بورس قزاقستان معامله می‌شود.